# Liste der Monuments historiques in Sulniac
Die Liste der Monuments historiques in Sulniac führt die Monuments historiques in der französischen Gemeinde Sulniac auf.

## Liste der Bauwerke
| Bezeichnung                 | Beschreibung | Standort                 | Kennzeichnung | Schutzstatus | Datum | Bild |
| --------------------------- | ------------ | ------------------------ | ------------- | ------------ | ----- | ---- |
| Schloss                     |              | Les Ferrières (Lage)     | PA00091745    | Inscrit      | 1929  |      |
| Friedhofskreuz              |              | Place de l’Église (Lage) | PA00091746    | Inscrit      | 1926  |      |
| Kirche St-Jean-Baptiste     |              | Le Gorvello (Lage)       | PA00091747    | Inscrit      | 1925  |      |
| Brunnen Saint-Jean-Baptiste |              | Le Gorvello (Lage)       | PA00091748    | Inscrit      | 1946  |      |

## Liste der Objekte
- Monuments historiques (Objekte) in Sulniac in der Base Palissy des französischen Kultusministeriums